# Dictyophlebia protogaea
Dictyophlebia protogaea là một loài côn trùng thuộc bộ Neuroptera. Loài này được Goldberg miêu tả năm 1852.